# 大戸洋儀
大戸 洋儀（おおと よしなり、1942年 - 2025年3月）は、元アマチュア野球選手、アマチュア監督。ポジションは外野手。

## 来歴・人物
一戸高等学校では、エースとして1959年秋季東北大会県予選決勝に進むが、盛岡工に敗退。翌1960年夏の甲子園県予選でも準決勝に進むが、宮古高に延長13回サヨナラ負け、甲子園には届かなかった。卒業後は、慶應義塾大学文学部に進学し、外野手に転向する。東京六大学野球リーグでは3度優勝を経験。1964年春季リーグでベストナイン（外野手）に選出されている。大学同期に渡辺泰輔、佐藤元彦、井石礼司がいた。
大学卒業後に鐘紡淀川に入社する。1965年の第1回プロ野球ドラフト会議で東京からドラフト12位で指名されるが、入団拒否している。全鐘紡となった野球部の休部後には旭化成大阪へ移籍した。
引退後は、1972年から1975年まで慶應義塾大学の監督、1972年の第1回日米大学野球選手権大会日本代表のコーチを歴任した。慶大の監督として、1972年にエース萩野友康を擁して春秋リーグ優勝。また、在任時には江川卓が受験をしている。中尾孝義によると当時大戸が勤務していた旭化成の都内研修所で秋頃から毎週末に勉強会を実施していたという。その後は中日本旭化成建材の代表取締役を務めた。